# Kientzheim
Kientzheim (en alsaciano, Kientza) era una comuna francesa situada en el antiguo departamento de Alto Rin, en la región de Gran Este, que el 1 de enero de 2016 pasó a ser una comuna delegada de la comuna nueva de Kaysersberg-Vignoble al fusionarse con las comunas de Kaysersberg y Sigolsheim.
Tiene una población estimada, a inicios de 2020, de 725 habitantes.

## Demografía
| Gráfica de evolución demográfica de Kientzheim entre 1800 y 2020 |
|                                                                  |

Los datos demográficos contemplados en este gráfico de la comuna de Kientzheim se han cogido de 1800 a 1999 de la página francesa EHESS/Cassini, y los demás datos de la página del INSEE.